# When You've Been Blessed (Feels Like Heaven)
"When You've Been Blessed (Feels Like Heaven)" è una canzone registrata e co-scritta dalla cantante americana Patti LaBelle e pubblicata come terzo singolo del suo album del 1991 Burnin'. La canzone è stata scritta da Patti LaBelle e dall'ex membro delle LaBelle Nona Hendryx . 